# Kolonisatie van Mars

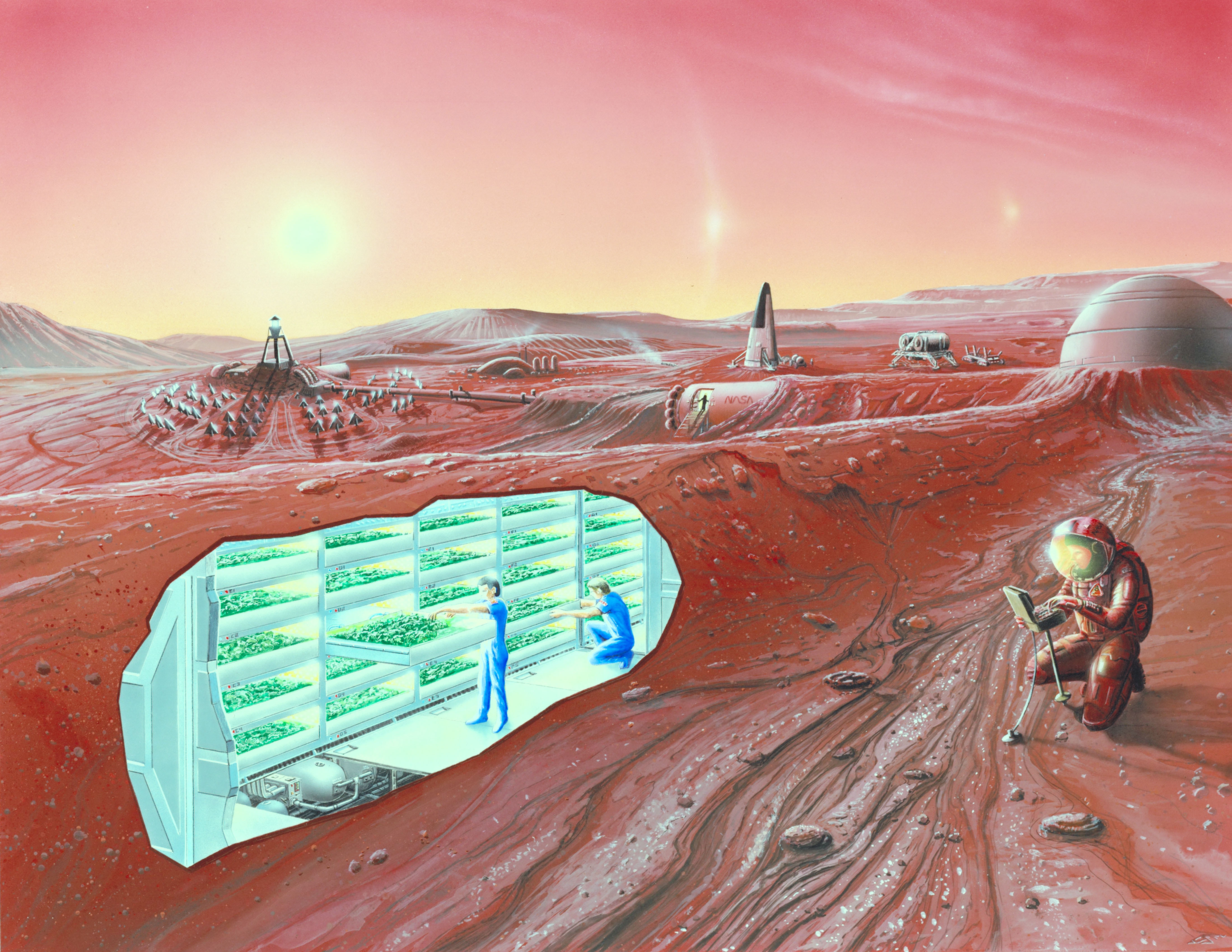
Een artistieke impressie van een basis op Mars (NASA, 2005)

De kolonisatie van Mars is een theoretisch concept, geïnspireerd op sciencefiction, over een permanente aanwezigheid van de mens op de rode planeet Mars. Een deel van de mensen wordt aangetrokken door het onbekende en het idee dat (menselijk) leven buiten de Aarde mogelijk is. Omdat de technologische ontwikkelingen een enkele vlucht naar Mars mogelijk maken, worden er vrijwilligers geworven voor dit project en diverse plannen gemaakt. De omstandigheden op Mars zijn – zonder voorzieningen – direct dodelijk voor mensen; dit gegeven neemt echter niet weg dat men ervan overtuigd is dat een dergelijke kolonisatie technisch gezien mogelijk is. In plannen voor de langere termijn wordt er gesproken over terravorming.
Verschillende ruimtevaartorganisaties, met name de National Aeronautics and Space Administration (NASA) en de Europese Ruimtevaartorganisatie (ESA), ontwikkelen plannen in die richting. In voorbereiding hierop zijn er tal van verkennende onderzoeken verricht, waaronder het Mars Science Laboratory.

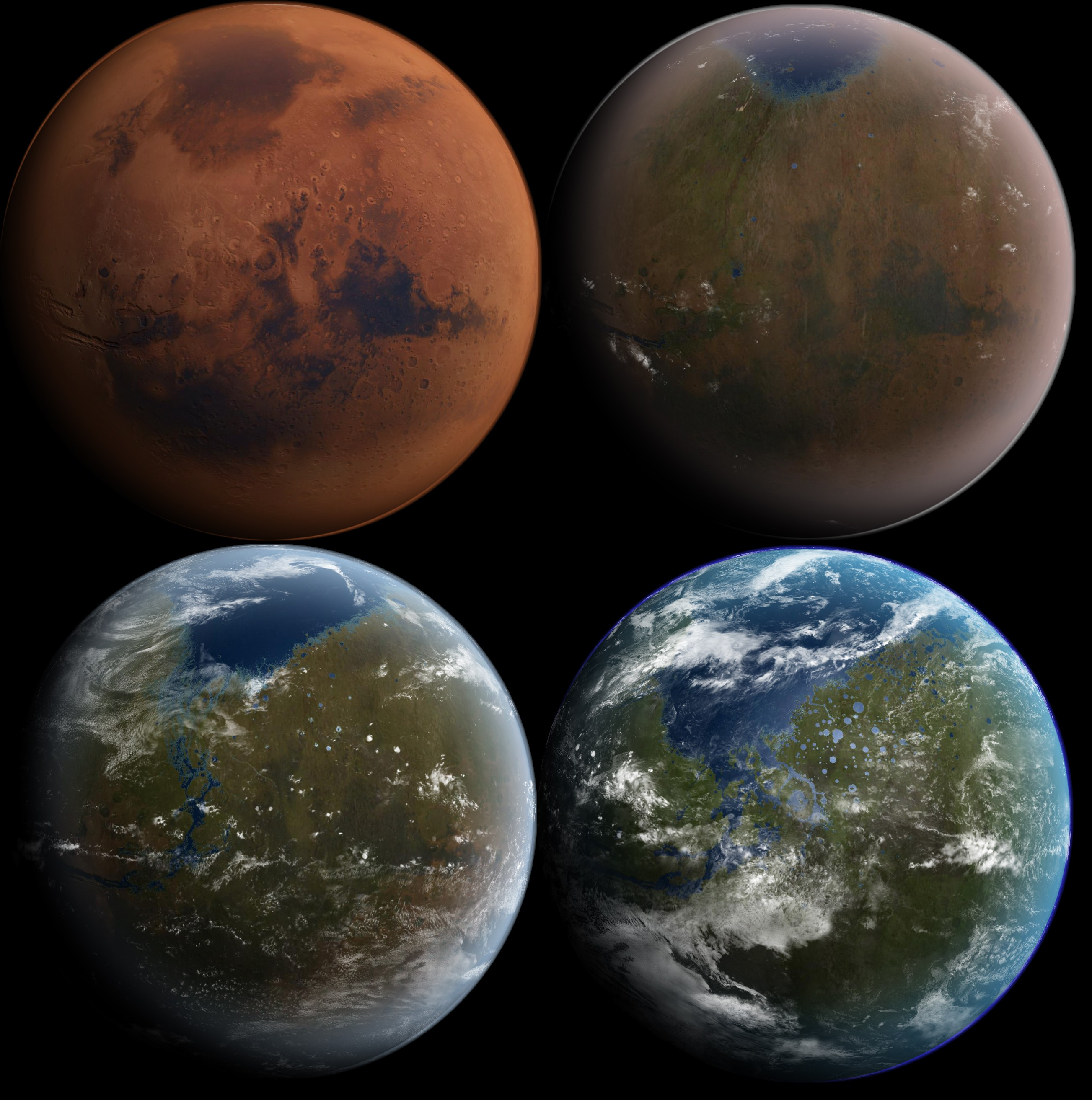
De mogelijke terravorming van de planeet Mars